# Dresdener Studiengemeinschaft Sicherheitspolitik
Die Dresdener Studiengemeinschaft Sicherheitspolitik  e. V. (DSS) wurde im Jahr 1990 als wissenschaftlicher, ideeller Verein von Sozial-, Technik- und Militärwissenschaftlern der Militärakademie „Friedrich Engels“ in Dresden gegründet, und wirkte als parteipolitisch und weltanschaulich unabhängiges, wissenschaftliches Institut der Friedensforschung.
Mit der wissenschaftlichen und publizistischen Tätigkeit war das Ziel beabsichtigt, erkenntnisfördernd, wissens- und meinungsbildend zu wirken im Sinne einer Außen- und Sicherheitspolitik, die gemäß der UN-Charta einen Frieden ohne Anwendung oder Androhung militärischer Gewalt ermöglicht.

## Aufgabe der Studiengemeinschaft
Die Studiengemeinschaft betrachtete es als ihre Aufgabe,
- Forschungsergebnisse auf sicherheitspolitischem und theoretischem Gebiet, vor allem aus dem letzten Jahrzehnt der Existenz der DDR und der Militärakademie, zu bewahren und weiter nutzbar zu machen;
- Forschungspotenzial der Vereinsmitglieder zu erhalten und zu fördern, indem die institutionelle, materiell-redaktionelle und personell-kommunikative Basis gemeinschaftlich gesichert wurde;
- Beiträge zur Forschung und Bildung auf sicherheitspolitischem Gebiet zu leisten;
- durch die Erarbeitung und Publizierung von sicherheitspolitischen Analysen und Konzeptionen meinungsbildend und politikberatend tätig zu werden;
- die wissenschaftliche Kommunikation und den Meinungsstreit auf sicherheitspolitischem Gebiet durch Beratungen, Publikationen und andere Initiativen zu fördern.[3]

## Geschichte der Studiengemeinschaft

### Vorgeschichte
Seit Anfang der 1980er Jahre erfuhr das militärtheoretische Denken in der DDR in seinen methodologischen und weltanschaulichen Grundlagen eine fundamentale Umwälzung. Sie gründete sich auf Einsichten, dass eine militärische Systemauseinandersetzung zur Vernichtung der Menschheit führt und dieser Krieg kein Mittel der Politik mehr sein kann.
An der Militärakademie „Friedrich Engels“ in Dresden wuchs, beginnend im Lehrstuhl Philosophie, schrittweise neues sicherheitspolitisches Denken über Krieg, Frieden und Streitkräfte. Das ging von der Annahme aus, dass infolge der übersteigerten Waffenwirkungen ein „großer“ Krieg keine politischen Ziele mehr durchsetzen könne; er bedeute im Nuklearzeitalter das Ende der Politik.
Ausgehend vom Spannungsverhältnis zwischen Friedensmotivation und Kriegführungsfähigkeit ergab sich die Notwendigkeit, in den Gegenstand der Forschung an der Militärakademie auch den Frieden, ebenso wie den Krieg, aufzunehmen. So hielt nach und nach die Friedensforschung – mit Ideen zur Wesensveränderung des Krieges im Atomzeitalter, zum Frieden als höchstem Wert für das Überleben der Menschheit – Einzug in die militärakademische Tätigkeit. Durch Vorschläge zur kooperativen und entmilitarisierten Sicherheit erreichte die militärakademische Friedensforschung 1989/90 in der Staatskrise und in der Militärreform Einfluss in Staat und Gesellschaft.
Der im Februar 1987 im Format Professorengespräche gestartete interdisziplinäre Gesprächskreis von Professoren, Mitgliedern der Akademieführung und Gästen von außerhalb widmete sich der offenen wissenschaftlichen Diskussion zu nahezu allen Fragen der Sicherheitspolitik, ohne bindende Vorgaben.
Die Protagonisten des Neuen Denkens an der Militärakademie wurden zu gefragten Partnern des Wissenschaftlichen Rates für Friedensforschung (WRFF) an der Akademie der Wissenschaften der DDR, der im Oktober 1987 gegründet wurde. In dieses Gremium wurde von der Militärakademie Dresden Generalmajor Rolf Lehmann berufen.
Wissenschaftler der Militärakademie in Uniform waren während Manöverbeobachtungen, internationalen Konferenzen, wissenschaftlichen Tagungen am deutsch-deutschen Dialog von Soldaten beteiligt.
Ab dem Spätherbst 1989 waren in die Erarbeitung der Militärpolitischen Leitsätze der DDR mehrere Wissenschaftler der Akademie führend einbezogen. Im Februar 1990 bildeten sie den Kern im nichtstrukturmäßigen Interdisziplinären Wissenschaftsbereich Sicherheit (IWBS) der Militärakademie, der zunächst mit 24 Offizieren die Arbeit aufnahm, mit der Perspektive der Institutsgründung. Konsequent wissenschaftliches Herangehen an alle Fragen der sich permanent verändernden innen- und außenpolitischen Entwicklung, mit Untersuchung aller denkbaren – auch unerwünschter – Varianten fand Niederschlag in den Arbeitspapieren des IWBS, die ab Anfang Mai 1990 erschienen.

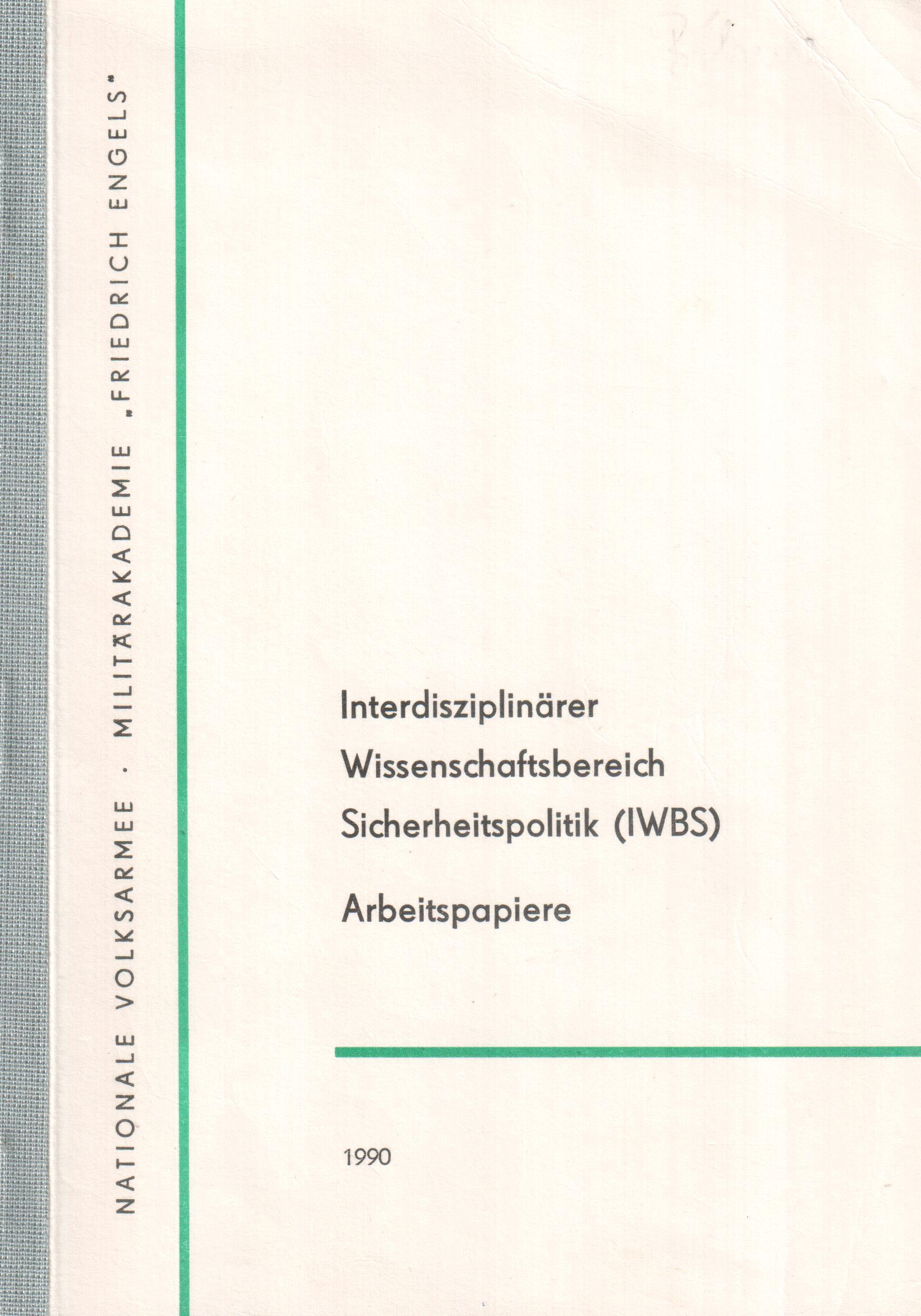
IWBS-Arbeitspapiere, Heft 1, Militärakademie „Friedrich Engels“, Dresden, Mai 1990.
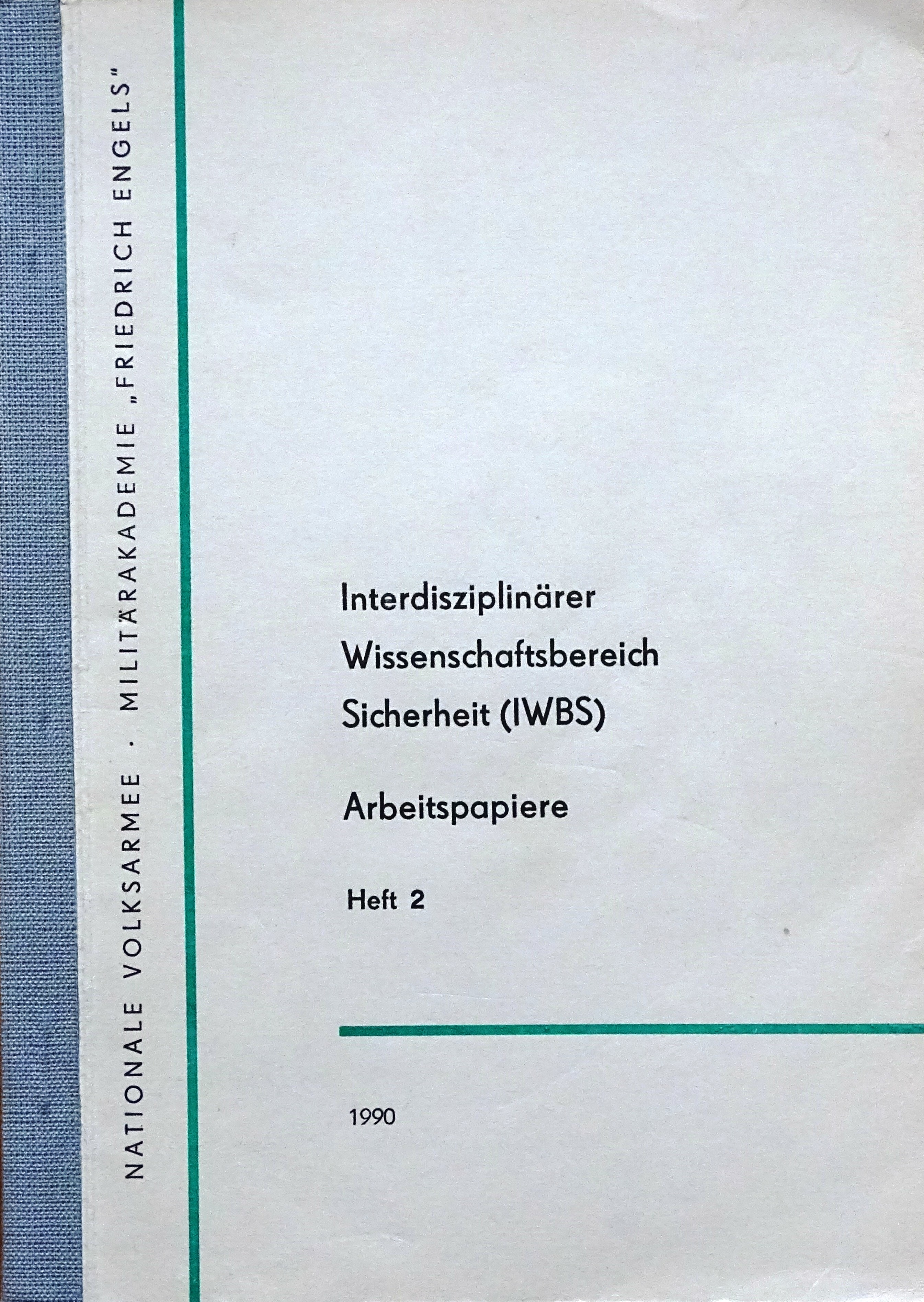
IWBS-Arbeitspapiere, Heft 2, Militärakademie „Friedrich Engels“, Dresden, Juni 1990.
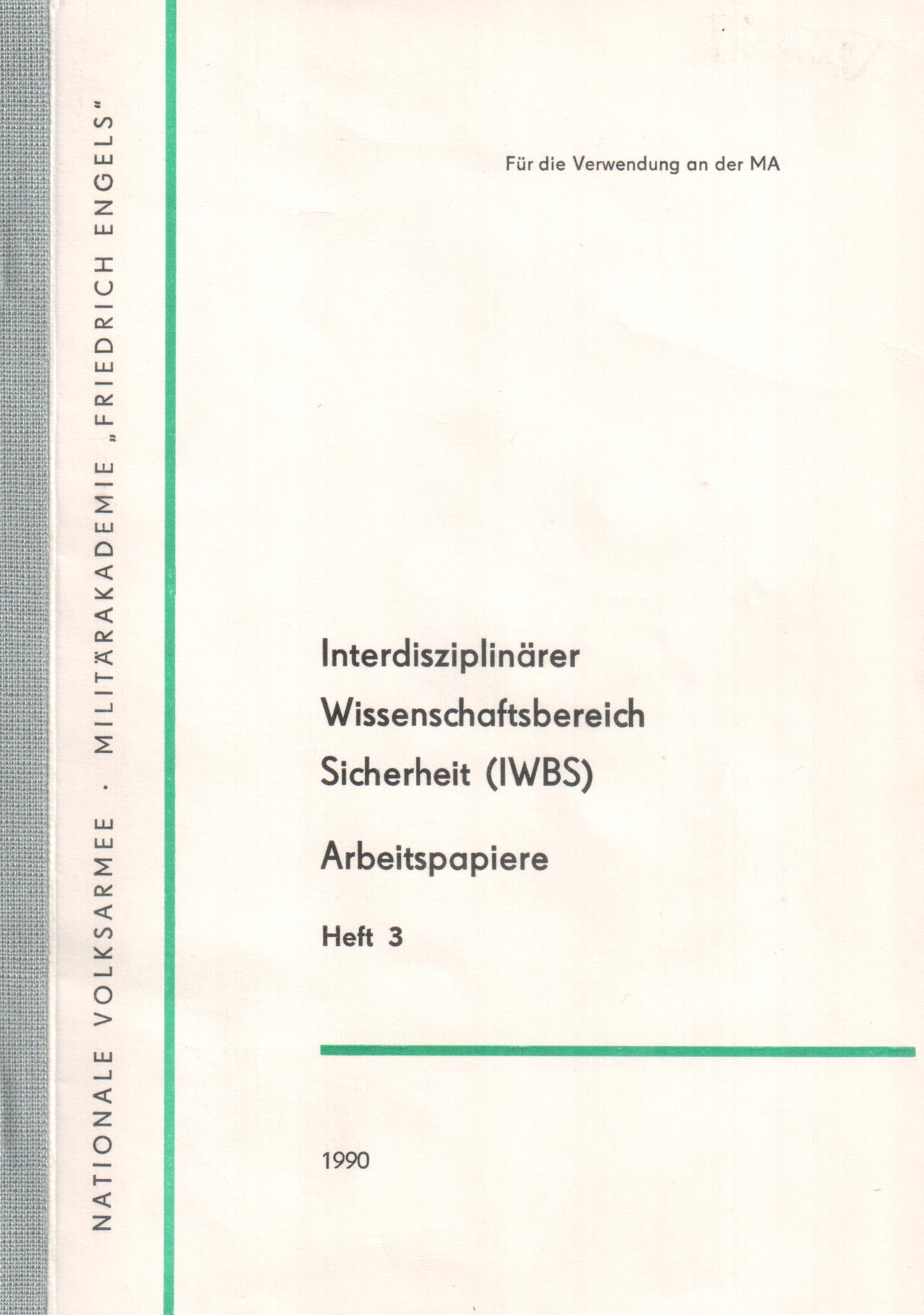
IWBS-Arbeitspapiere, Heft 3, Militärakademie „Friedrich Engels“, Dresden, Sept. 1990.

Im Juli/August 1990 war die Existenz einer eigenständigen DDR illusorisch geworden. Arbeitskontakte zwischen Ost und West, gewachsen im Ringen um gewaltfreie Zukunftslösungen, wurden zunehmend abgebaut. Mit dem Beschluss der Volkskammer der DDR über den Beitritt zur Bundesrepublik Deutschland bereits am 3. Oktober 1990 schien für die Militärakademie, den IWBS und für deren Wissenschaftler im nicht mehr geteilten Deutschland so gut wie nichts Bestand zu haben. Ende September 1990 wollten, sollten oder mussten auf Veranlassung der Noch-DDR-Regierung die meisten IWBS-Wissenschaftler das Dienstverhältnis beenden. Die materielle, institutionelle und personelle Basis des IWBS war somit verloren gegangen. Bis Jahresende 1990 wurden alle übrigen Wissenschaftler der Militärakademie entlassen.
Unter diesen Rahmenbedingungen war eigenständiger Erhalt der bestehenden interdisziplinären Arbeitsfähigkeit der interessierten Wissenschaftler des IWBS in einem wissenschaftlichen Folgeinstitut eine gewagte und mutige Entscheidung, die jedoch nur über einen eingetragenen Verein auf Basis des Bürgerlichen Gesetzbuches noch im September 1990 vorbereitet werden konnte.

### Gründung und Status der Studiengemeinschaft

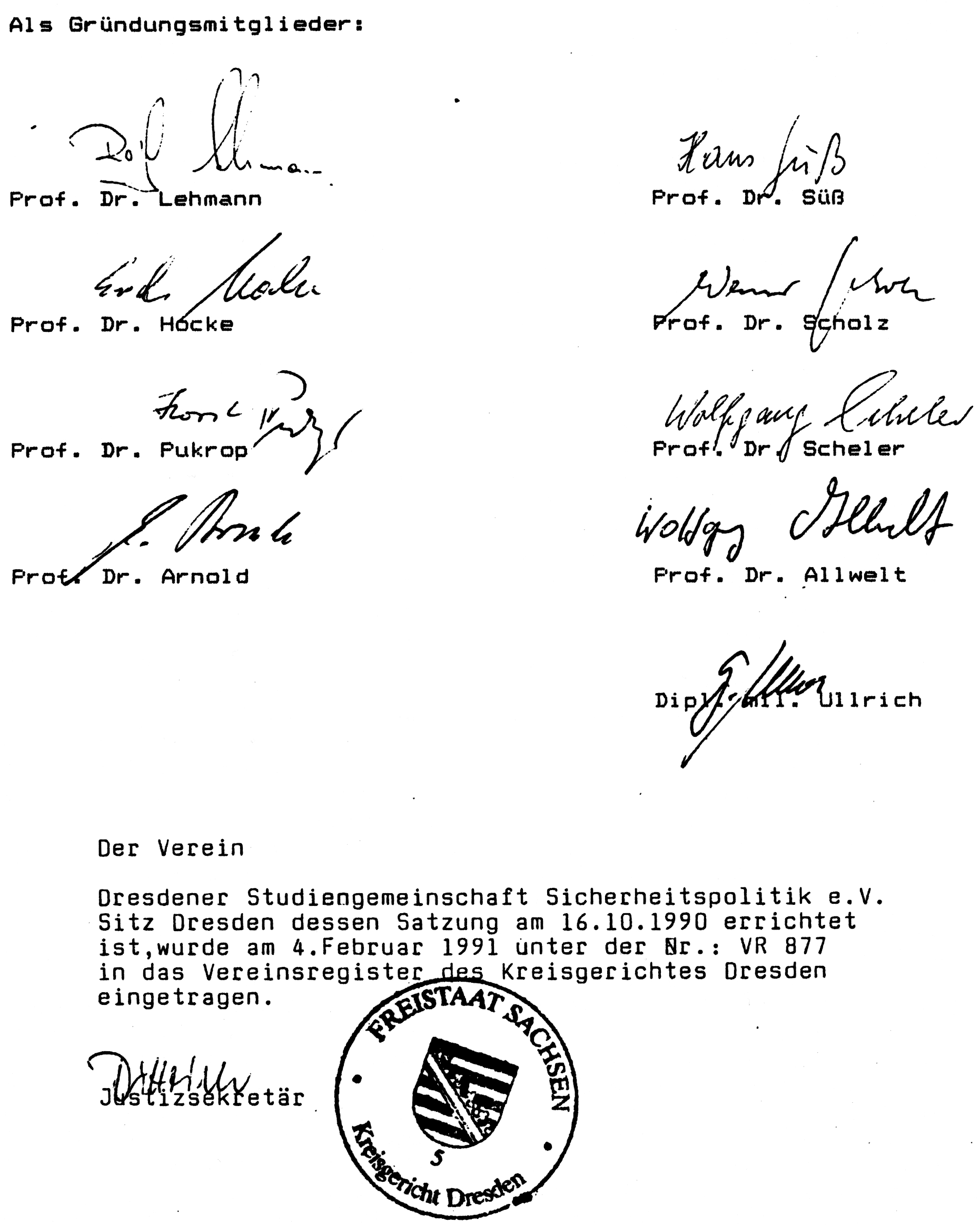
DSS e. V. Gründungsurkunde 1990 (Auszug, mit amtl. Vermerk, 1991).

Die Dresdener Studiengemeinschaft Sicherheitspolitik (DSS) e. V. wurde:
- am 16. Oktober 1990 errichtet, von 33 Gründungsmitgliedern, in Dresden;
- am 4. Februar 1991 auf Antrag des Gründungsvorstands eingetragen, unter VR 877 in das Vereinsregister beim Kreisgericht Dresden;
- am 21. Februar 1991 amtlich bekanntgemacht, in der Sächsischen Zeitung, Dresden.
- Gemeinnützigkeit vom Finanzamt Dresden II zuerkannt. Die Satzung bestimmte, dass die DSS als wissenschaftlicher (ideeller) Verein ausschließlich und unmittelbar gemeinnützige Zwecke verfolgt.

Die Satzung erläutert die Herkunft der Studiengemeinschaft in Absatz 3: „Die DSS e. V. knüpft in ihrer Tätigkeit an die wissenschaftliche Tätigkeit von Sozialwissenschaftlern, Militärwissenschaftlern und Technikwissenschaftlern an, die diese im Rahmen des IWBS der Militärakademie `Friedrich Engels` bis zu deren Auflösung leisteten.“

### Mitgliedschaft und Leitung der DSS
Die Vereinsmitgliedschaft in diesem Institutsunikat ehemaliger Wissenschaftler als Verein verlangte von natürlichen Personen den Befähigungsnachweis zur wissenschaftlichen Arbeit auf sicherheitspolitischem Gebiet.
- Gründungsmitglieder (Okt. 1990): 33 Wissenschaftler der ehem. Militärakademie Dresden.
- Mitgliederentwicklung: 39 (1991), 26 (1996), 22 (2001), 25 (2006), 27 (2011), 23 (2016).[11]

Die DSS-Gründungsmitglieder aus der Militärakademie Dresden erhielten in der Folgezeit eine Ergänzung aus anderen Wissenschaftsdisziplinen und -standorten sowie durch eine Praktikantin der Technischen Universität Dresden.
Die Mitgliederversammlung tagte einmal jährlich im Dezember und ohne Gäste. Der Vorstand wurde von ihr für die Dauer von zwei Jahren gewählt. Der Vorstand wählte aus seinen Reihen den Vorsitzenden, dessen zwei Stellvertreter und den Schatzmeister.
- Vorstandsvorsitz: Rolf Lehmann (1990–2005), Wolfgang Scheler (ab 2005);
- Schatzmeister: Werner Scholz (1990–1992), Eberhardt Sturm (ab 1992) Eberhard Haueis (1997–2017).

Die Mitgliederversammlung wählte zwei bis drei Finanzrevisoren, die einmal jährlich über die Buch- und Kassenprüfung berichteten (im Dezember) sowie zusätzlich nach dem Kolloquium 2009 und zum Abschluss der Vereinstätigkeit und der Liquidation.

### Hauptgegenstand der DSS-Studien und Öffentlichkeitsarbeit
Im Zentrum der kritischen Auseinandersetzung standen folgende Gegenstände:
- die Militarisierung der Außen- und Sicherheitspolitik Deutschlands und der Europäischen Union (EU);
- die Neuausrichtung der Bundeswehr auf Kampfeinsätze;
- die neuen Weltordnungskriege der USA und der NATO;
- das Kriegsgeschehen in bedeutenden Krisenregionen.

Einen wichtigen Studienbereich bildete:
- die Analyse und Bewertung der Sicherheits- und Verteidigungspolitik Russlands sowie
- die Übersetzungstätigkeit für sicherheits- und militärpolitische Originaldokumente aus dem Russischen, um ein fachwissenschaftlich adäquates, deutschsprachiges Lese- und Studienmaterial bereitzustellen.

Immer wieder aufgegriffener Gegenstand von Studien war
- die Theorie über Frieden, Krieg und Streitkräfte. Sie wurde als Erkenntnismittel für das Verstehen der sicherheitspolitischen Probleme in der Weltlage fruchtbar gemacht.

Eine Reihe von Studien sind veröffentlicht worden
- zur historisch-kritischen Analyse und Bewertung des sicherheitspolitischen Denkens in der DDR und seines Umbruchs, vornehmlich an der Militärakademie der Nationalen Volksarmee.

Die Studien der DSS e. V. waren stets mit Aktivitäten in der Friedensbewegung verbunden, z. B.:
- Gestaltung des jährlichen Dresdner Friedenssymposiums;
- Moderation des jährlichen Podiums zum Weltfriedenstag;
- Gestaltung und Organisation des Dresdner Symposiums Globale Friedensordnung;
- Gestaltung des wissenschaftlichen Kolloquiums in den Jahren 2005 und 2009.

Im Fazit der 25-jährigen wissenschaftlichen Vereinstätigkeit wurde die Ausweitung bzw. eine Vertiefung philosophischer Erkenntnisse über Krieg – Frieden – Streitkräfte und deren Publikation festgestellt.

### Abschluss der DSS-Vereinstätigkeit, wissenschaftlicher DSS-Nachlass
Zeitgleich mit dem 25-jährigen Jubiläum der DSS e. V. hat die Vollversammlung des Vereins am 29. Oktober 2015 den Beschluss über die Auflösung und die Liquidation des eingetragenen Vereins gefasst.
In der Folgezeit wurden die publizistischen und organisatorischen Aktivitäten der Dresdener Studiengemeinschaft Sicherheitspolitik i. L. von einer Gruppe Liquidatoren unter Leitung von Wolfgang Scheler weitergeführt. Mit amtlicher Bekanntmachung der Löschung im Bundesanzeiger vom 27. Januar 2017 ist die Vereinstätigkeit beendet worden (der Verein erloschen).
Im Verlauf der Liquidation wurden Möglichkeiten für das Fortwirken der Wissenschaftler mittels wissenschaftlicher Diskussion und für die fortdauernde Nutzung der wissenschaftlichen Arbeitsergebnisse geschaffen. Die Schriftenreihen (IWBS) Arbeitspapiere und DSS-Arbeitspapiere (ISSN 1436-6010), das heißt die Hefte 1 bis 117 sowie 10 Hefte Teil-/Sonderausgaben (d. h. etwa 130 Hefte in 27 Jahren) wurden:
a) bereitgestellt als (Pflicht-)Druckexemplar:
- bei der Deutschen Nationalbibliothek – vormals Die Deutsche Bibliothek/Deutsche Bücherei Leipzig und Die Deutsche Bibliothek Frankfurt a/M.;
- in der Sächsischen Landesbibliothek – Staats- und Universitätsbibliothek Dresden (SLUB Dresden);
- in weiteren 13 nationalen Bibliotheken und Institutionen (nur für die DSS-Arbeitspapiere – siehe Bezieher);
- in der Eidgenössischen Militärbibliothek, Forschungsdienst Zeitschriften, Bern (CH).

b) gelistet in einem Blog online abrufbar, als Titelübersicht, mit Inhaltsverzeichnis;
c) bereitgestellt als digitalisierte Ausgabe (E-Book) für eine Auswahl von etwa 70 Heften im Sächsischen Dokumentenserver Qucosa (EFRE-Projekt bei der SLUB Dresden); kostenfrei online abrufbar;
d) angeboten als E-Book-on-demand, im WeltTrends – Shop, Wissenschaftsverlag Potsdam.
Die Pflege des wissenschaftlichen Nachlasses der DSS e. V. ist Gegenstand der monatlichen Diskussionsforen, zu denen sich interessierte Wissenschaftler in der GbR Dresdener Gesprächskreis Sicherheitspolitik (DGKSP) neunmal im Jahr seit Januar 2016 treffen.
Für ehemalige DSS-Mitglieder, die weiterhin publizistisch aktiv sein wollen, ermöglicht die Reihe ‘Dresdner Gesammelte Schriften Sicherheitspolitik’ unter dem Titel DGKSP-Diskussionspapiere (ISSN 2627-3470) das Veröffentlichen als E-Book. Diese Publikationen sind kostenfrei online abrufbar.

## SchriftenreiheDSS-Arbeitspapiere
Das Hauptaugenmerk war bereits zum Gründungszeitpunkt auf die Sicherstellung der publizistischen Tätigkeit der Mitglieder gerichtet. In Kontinuität zu den IWBS-Arbeitspapieren gelang schon ab Dezember 1990 die Herausgabe der DSS-Arbeitspapiere.

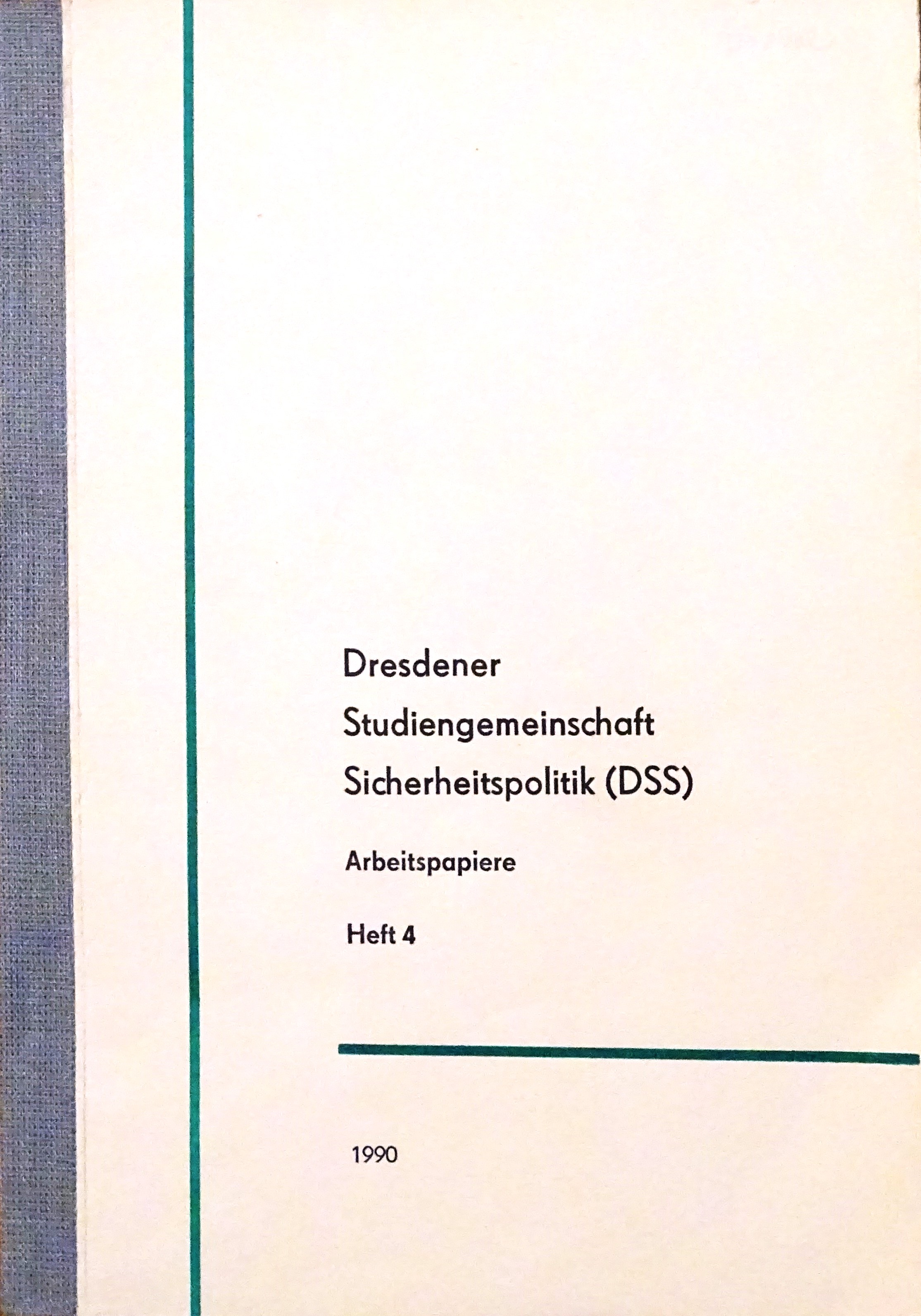
Erstes Heft der DSS-Arbeitspapiere, Heft 4, Dezember 1990. Noch im IWBS-Layout.
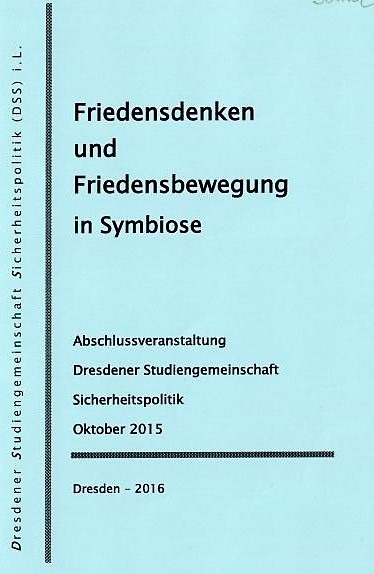
25 Jahre DSS e. V., Abschlussveranstaltung, DSS-Arbeitspapiere, Heft 116, 2016.
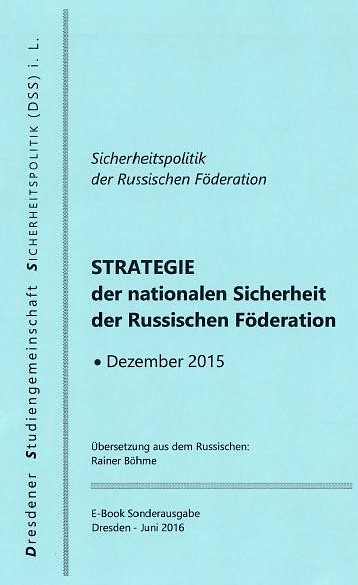
Letzte Ausgabe der DSS-Schriftenreihe, Sonderheft [117], Juni 2016, E-Book.

An den Publikationen der Schriftenreihe DSS-Arbeitspapiere (ISSN 1436-6010) haben rund 150 Autoren mitgewirkt.
In Eigenregie der DSS e. V. wurden Übersetzungen aus dem Russischen bzw. Englischen geleistet, Fotos und Abbildungen bereitgestellt, die wissenschaftliche und sprachliche Redaktion durchgeführt sowie die Druckvorbereitung vorgenommen, der Vertrieb organisiert und die Finanzierung abgesichert. Ein geringes Druckkosten-Entgelt und Versandkosten wurden durch die DSS-‘Schatzmeister’ eingefordert. 
Zu den Beziehern der Schriftenreihe DSS-Arbeitspapiere gehörten:
- Ständige institutionelle Bezieher (etwa 20, darunter für Pflichtexemplare);[20]
- auf Bestellung für institutionelle Bezieher (etwa 10), darunter waren das Bundesverfassungsgericht, Karlsruhe und der Wissenschaftliche Dienst des Deutschen Bundestages.
- ständige Einzelbezieher (etwa 30) aus Berlin, Potsdam, Dresden, Nürnberg, Strausberg und weiteren Orten, sowie
- alle Mitglieder der DSS e. V. (als Belegexemplare).

In den zehn Jahren von 2005 bis 2015 wurden etwa 5.200 Exemplare versandt.

## Kolloquium 2005 und 2009 im Rathaus Dresden

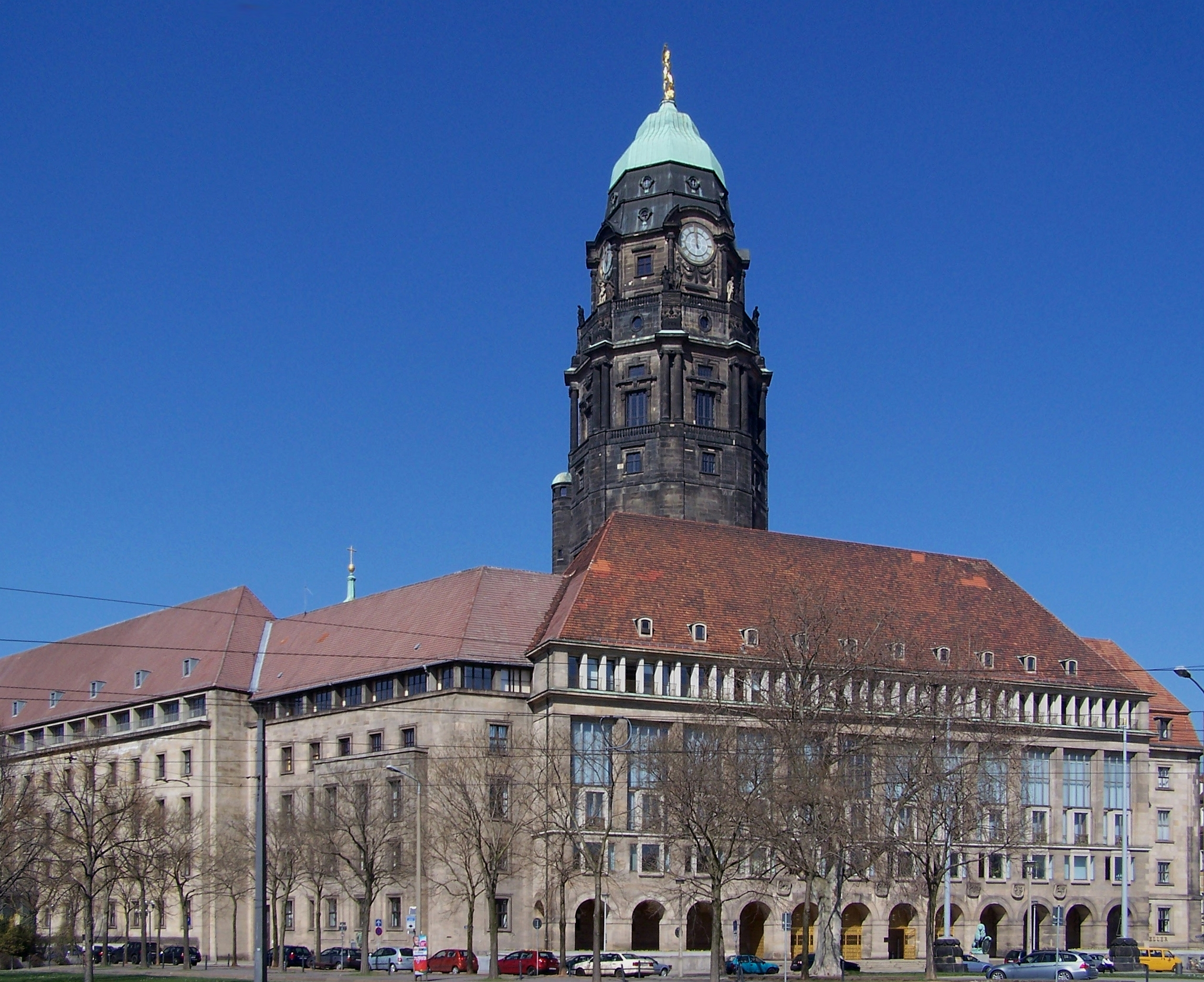
Tagungsort: Rathaus Dresden.

### KolloquiumPhilosophisches Denken über Krieg undFrieden

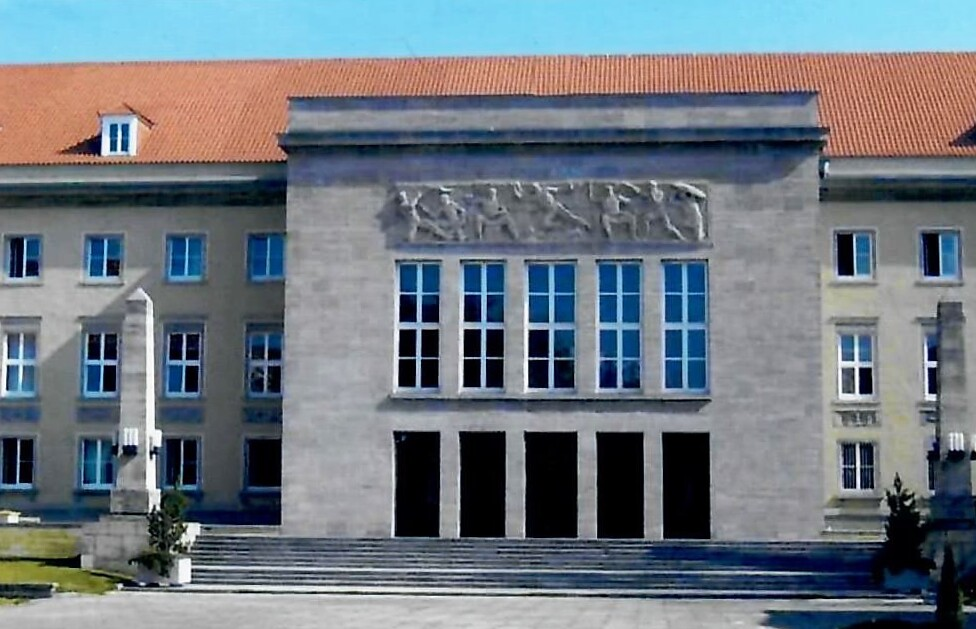
Hauptgebäude-Portal, ehem. Militärakademie „Friedrich Engels“, 2009.

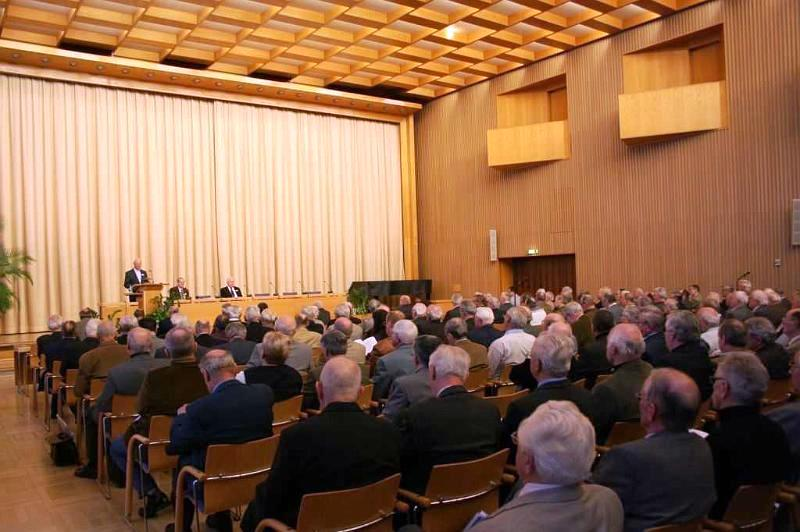
DSS-Kolloquium 2009, Zum 50. Gründungstag der Militärakademie, Eröffnung im gr. Saal.

Das Kolloquium am 13. September 2005 im Rathaus Dresden (etwa 40 Teilnehmer) widmete sich dem Thema, das den Geist der Studiengemeinschaft bestimmte und mit dem der Jubilar Wolfgang Scheler in besonderer Weise verbunden war.
- Thema: Philosophisches Denken über Krieg und Frieden. Umwälzende Einsichten an der Militärakademie und ihr Fortwirken in der Dresdener Studiengemeinschaft Sicherheitspolitik.
- Veranstaltungsort: Ratssaal im Rathaus Dresden.
- Autorenbeiträge: neun Referenten der DSS, publiziert in: DSS-Arbeitspapiere, Heft 76/2005.

### KolloquiumMilitärakademie „FriedrichEngels“
Zum 50. Jahrestag der Gründung der Militärakademie wurde bereits 2007 in der Studiengemeinschaft angeregt und geplant, ein Wissenschaftliches Kolloquium ‘Militärakademie Friedrich Engels’ im Januar 2009 durchzuführen. Vorher, im September 2008, erschien die Dokumentation von Wolfgang Demmer und Eberhard Haueis Militärakademie „Friedrich Engels“ 1956 bis 1990. Jedem Teilnehmer des Kolloquiums wurde am Konferenztag ein Exemplar dieser Dokumentation überreicht.
Ein Organisationskomitee, gebildet aus in Dresden ansässigen ehemaligen Offizieren, nahm unter Leitung von Generalmajor a. D. Egon Gleau die Vorbereitungen dazu auf.
Das Kolloquium am 10. Januar 2009, aus Anlass des 50. Gründungstags der Militärakademie „Friedrich Engels“, gestaltete sich zu einem Höhepunkt im kritischen Rückblick auf ihre wissenschaftlichen Leistungen. Dies war die größte und aufwändigste DSS-Veranstaltung.
- Thema: Militärakademie „Friedrich Engels“. Historisch-kritische Nachbetrachtung zum 50. Jahrestag ihrer Gründung.
- Teilnehmer: mehr als 240 angemeldete Teilnehmer und geladene Gäste.
- Veranstaltungsort: Großer Festsaal im Rathaus Dresden.
- Inhaltliche Gestaltung: DSS e. V.; Moderation: Ernst Woit.
- Referat und Korreferat: Militärhistoriker Paul Heider (DSS e. V.) und Rüdiger Wenzke (Militärgeschichtliches Forschungsamt – MGFA).
- Diskussion: sieben DSS-Mitglieder, zwei Gäste, ein Auslandsgast sowie 13 eingereichte Beiträge.
- Publikation: Konferenzband, DSS-Arbeitspapiere, Heft 95, mit Geleitwort von Admiral Admiral a. D. Theodor Hoffmann.

## DSS-Veranstaltungsjahr

### DSS-Diskussionsforen –imJanuar, März, April, Mai, Oktober
Ein Monat war der freien Themenwahl zu aktuellen politischen Ereignissen vorbehalten. Weitere thematische Erläuterungen sind in chronologischer Folge in Heft 115 der DSS-Arbeitspapiere, zu finden.
In den vier Monaten (Januar, März, April, Mai, Oktober) sind Diskussionsforen zu halbjährlich geplanten, breitgefächerten außen- und sicherheitspolitischen Themen durchgeführt, über eigene Publikationen debattiert sowie Streitgespräche im Rückblick auf die eigene Entwicklungsgeschichte geführt worden. Daneben wurden Fragen des Vereinslebens besprochen.
Ein vorbereitetes Impulsreferat leitete die Diskussionsrunde ein. Zur Hälfte gestalteten die etwa 100 Veranstaltungen (1990–2016) eingeladene prominente Gäste. Darunter waren (alphabetisch geordnet):
- Detlef Bald 1990, 2008, 2011; Klaus-Dieter Baumgarten, Helmut Bock 2004, 2006;  Hans-Werner Deim 2005; Hans Einhorn 1995; MdB v. Einsiedel 1997;
- Brigadier Gerhard L. Fasching (Wien) 2009; Siegfried Fischer (Moskau) 2014; Hans J. Gießmann 2001;
- GenMaj Egon Gleau 2010; Joachim Goldbach 1993; Karl-Heinz Gräfe 2008; GenMaj Gottfried Greiner 1991;
- Hermann Hagena 1990/91, 1998, 2000, 2011; Paul Heider 1994, 1999; Winfried Heinemann (MGFA) 2007; Günter Hiemann 1996; Theodor Hoffmann 2013;
- Knut Ipsen 1992, 2000; Gerhard Kolitsch 2010; Kubik (ČR) 1993; Peter Joachim Lapp 2013; Siegfried Lautsch 2014;
- Heinz Loquai 2002; Hptm. Milde 2002; Hans Modrow 2004, Wolfgang Neidhardt 2006, Newiger 2011, Pätzold 1991; Artur Pech 2011; Matthias Rogg 2012;
- Gregor Schirmer 2003; Dietmar Schössler 1991, 2001; Lothar Schröter 2010; Schützler 2005;
- Arne Seifert 2007; Semejko (Moskau) 1991; Joachim Sladko 2011; Peter Steglich 2015;
- GenMaj N. A. Tschaldymow (Moskau) 1991; Wolfgang R. Vogt 1990, 1993, 2011;
- Jürgen Wieczorek 2006; BrigGen Andreas Wittenberg 1991; Nabil Yakoub 2014.

Veranstaltungsorte in Dresden waren: Gebäudekomplex August-Bebel-Straße, Untergeschoss Block A; Militärhistorisches Museum der Bundeswehr; Haus am Wasaplatz; Gästehaus der TU Dresden, Weberplatz.

### Dresdner Friedenssymposium –imFebruar

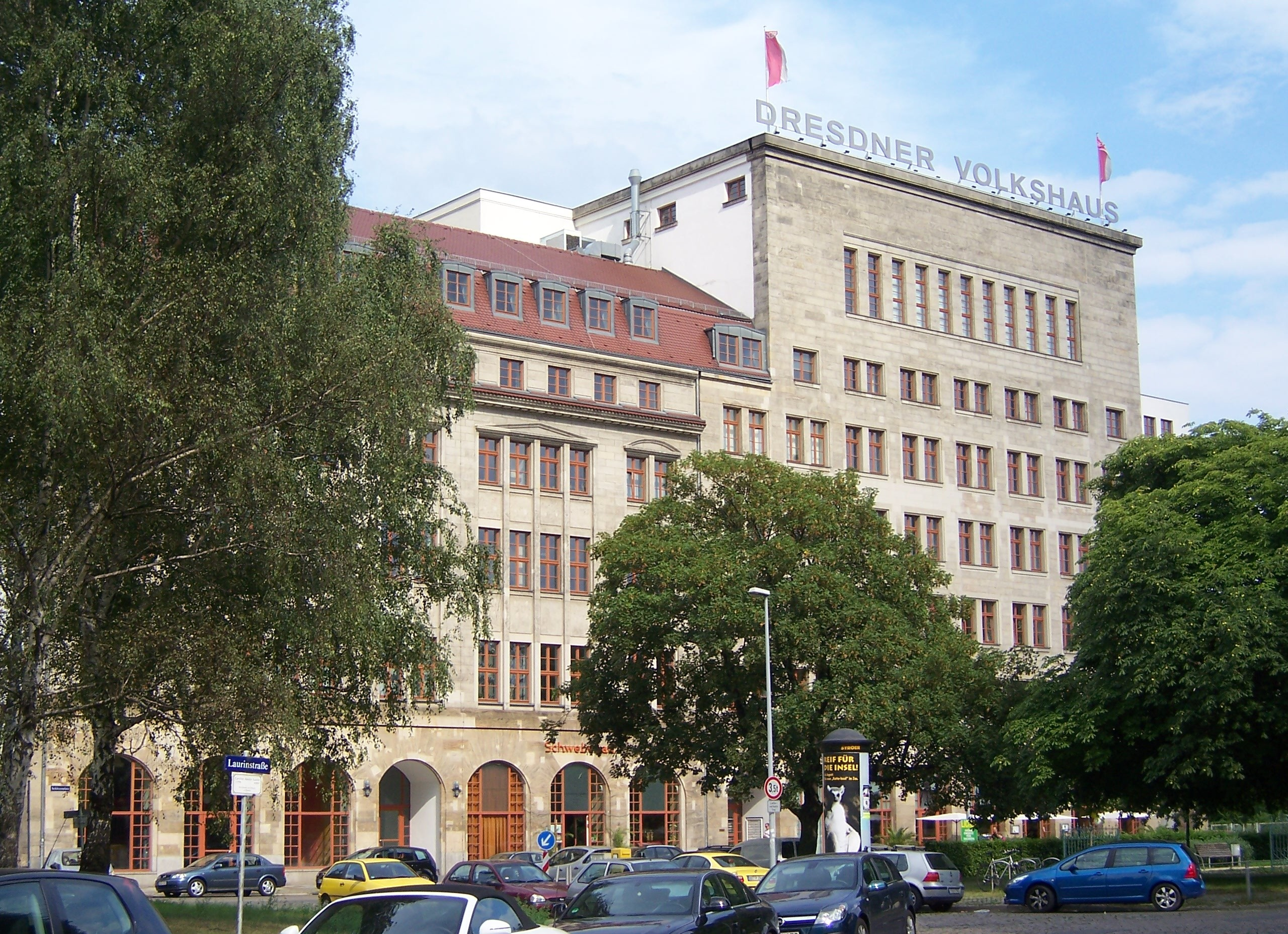
Tagungsort: Dresdner Volkshaus

Das gemeinsam mit der Sächsischen Friedensinitiative Dresden e. V. organisierte ‘Dresdner Friedenssymposium’ führte 18-mal (1992 bis 2010) jeweils im Februar, mahnend an die Zerstörung Dresdens im Zweiten Weltkrieg, Friedensfreunde aus dem gesamten Bundesgebiet und aus Nachbarländern zusammen – ab 1996 von DSS-Referenten zu Themen der Friedensbewegung inhaltlich gestaltet.
- Autorenbeiträge: sieben Referenten der DSS, zehn Gastreferenten (Berlin, Bremen, Hamburg, Kassel, München, Prag, Wien).[23]
- Die Redebeiträge sind in 15 Heften der DSS-Arbeitspapiere dokumentiert.
- Ort: Großer Saal, Haus der Gewerkschaften (Dresdner Volkshaus).

### Podium zum Weltfriedenstag –imSeptember

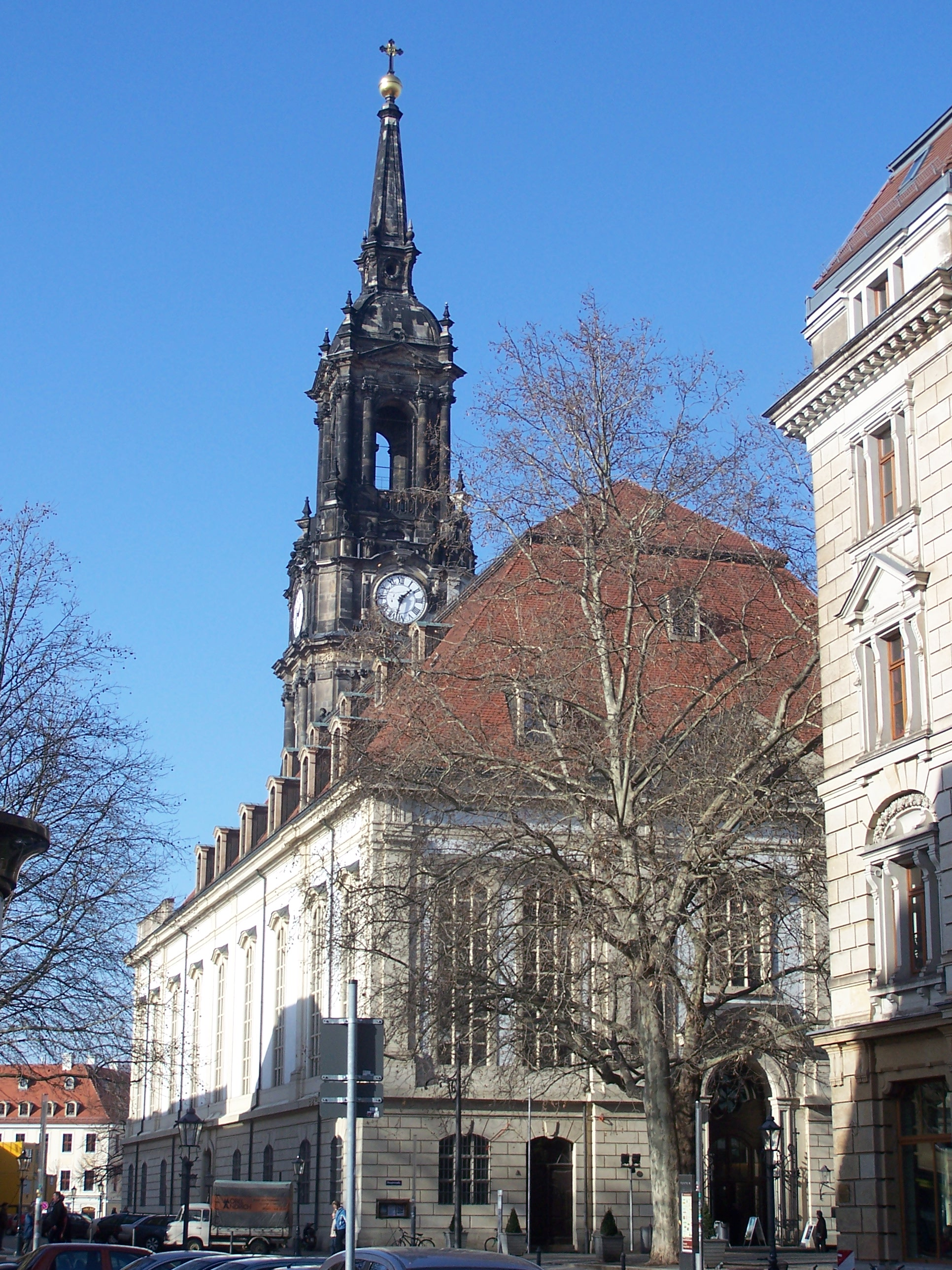
Dreikönigskirche Dresden, Seiteneingang.

Gemeinsam mit der Sächsischen Friedensinitiative Dresden e. V. organisierte die DSS e. V. das jährliche öffentliche Podiumsgespräch zum Weltfriedenstag 21-mal (1993 bis 2013) zu aktuellen Themen der Friedensbewegung.
- Moderatoren der DSS e. V.: Erich Hocke, Wolfgang Scheler, Rolf Lehmann;(ab 1997) Ernst Woit; (ab 2006) Wilfried Schreiber; (ab 2008) Horst Sylla.
- Podiumsgäste: ein Mitglied des Europäischen Parlaments, vier Mitglieder des Bundestages, ein Botschafter a. D., zehn Stabsoffiziere und zwei Offiziere der Bundeswehr, ein Militärdekan, ein Pfarrer, vier Wissenschaftler.
- Publikation: Einige Beiträge sind in den DSS-Arbeitspapieren publiziert.
- Veranstaltungsort: Räume im Haus der Kirche (Dreikönigskirche), Dresden.

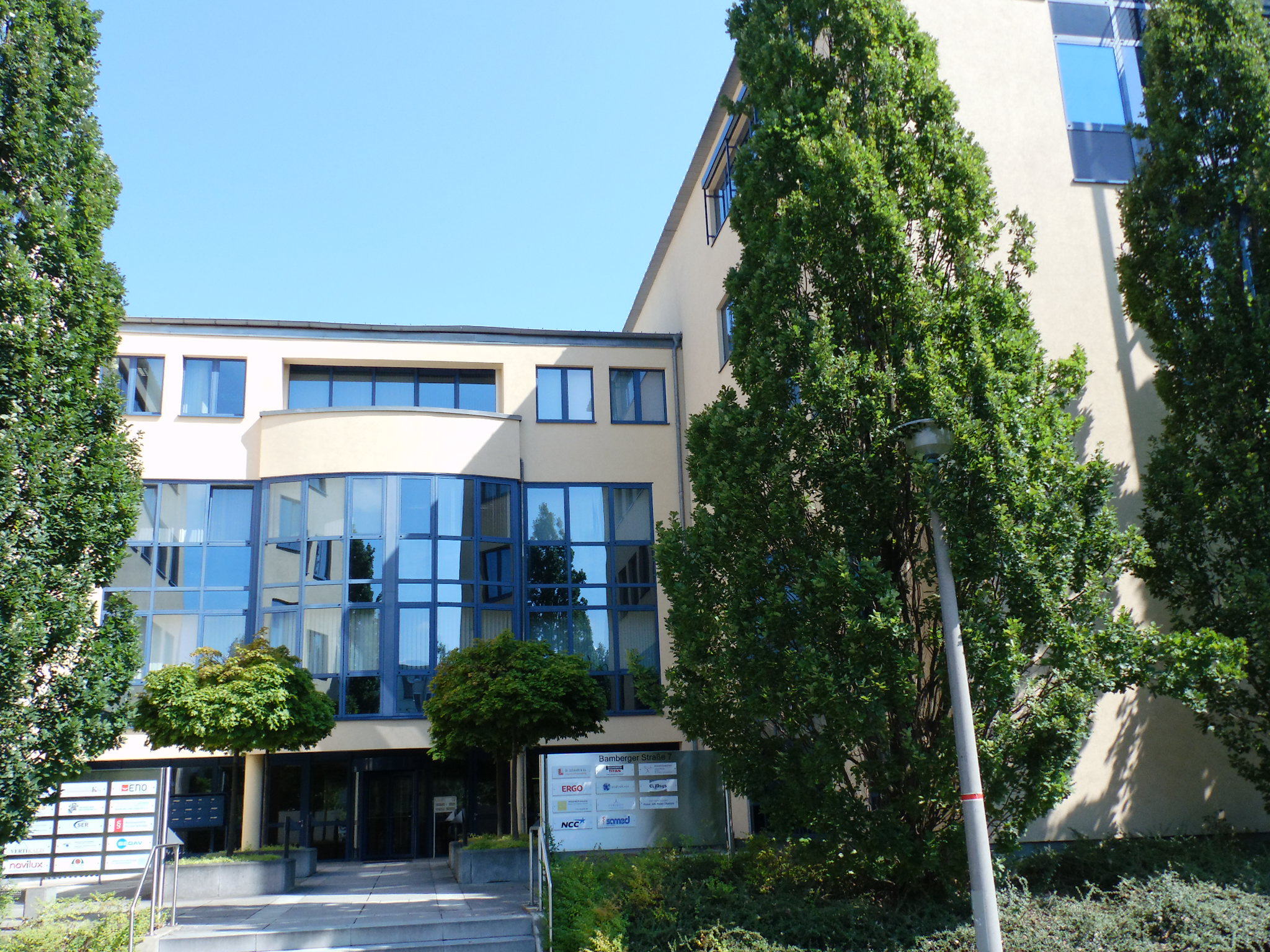
Tagungsort: Kulturakademie Dresden, Bamberger Straße.

### Dresdner Symposium ‘Globale Friedensordnung’ –imNovember
Die Projektgruppe „Globale Friedensordnung“, von Prof. Volker Bialas (in München) gegründet, wurde auf Initiative von Ernst Woit durch die DSS e. V. als 1. bis 18. Symposium „Für eine Globale Friedensordnung“ (1997–2014) in Dresden weitergeführt.
- Hauptthemen waren:
  - Gesellschaftliches Naturverhältnis, Frage Krieg – Frieden;
  - Völkerrecht und Rechtsbewusstsein für eine globale Friedensordnung;
  - „Pax Americana“ oder gerechter Frieden;
  - Europäische Integration und der Frieden;
  - Militarismus und Antimilitarismus heute;
  - Die Weltwirtschaftskrise und der Frieden;
  - Der Aufstieg Chinas zur Weltmacht und die Chancen für eine globale Friedensordnung.
- Autorenbeiträge: neun Referenten der DSS, zwölf Gastreferenten (Berlin, Bremen, Budapest, Greifswald, Leibniz-Sozietät, Leipzig, München, Potsdam, Waltersdorf).
- Publikation:
  - Resümee der Veranstaltungsreihe Dresdner Symposium ‘Globale Friedensordnung’ in Heft 108 der DSS-Arbeitspapiere.[24]
  - Gesamtdokumentation zum Dresdner Symposium ‘Globale Friedensordnung’ in 19 Heften der DSS-Arbeitspapiere.[25]
- Veranstaltungsort: Räume in der Kulturakademie Dresden, Bamberger Straße.

### Zusammenwirken mit dem SoWi-Zentrum Mannheim
Nach ersten Kontaktversuchen von Dietmar Schössler nach Dresden bereits 1988 trafen sich ab September 1990 Wissenschaftler der Arbeitsgemeinschaft für Internationale Politik und Strategieforschung (AIPS) am Zentrum für Sozialwissenschaften der Universität Mannheim mit Wissenschaftlern des IWBS der Militärakademie Dresden bzw. der DSS e. V. zu zwei mehrtägigen Werkstattgesprächen in Dresden. Die Veranstaltungen galten der Suche nach geistigen Gemeinsamkeiten im sicherheitspolitischen und militärtheoretischen Denken.
- Werkstattgespräch, September und Oktober 1990: „Clausewitz- und Engels-Forschung im Blick auf eine europäische Strategie- und Militärwissenschaft für die neunziger Jahre.“ Dokumentation in Heft 4 DSS-Arbeitspapiere.
- Gespräch, März 1991: „Internationale Sicherheit in einer multipolaren Welt.“
- Werkstattgespräch, November 1991: „Ideengeschichtliche Grundlagen, Erkenntnisstand und kritische Wertung der Militärwissenschaft in der DDR“. Dokumentation in Heft 5 DSS-Arbeitspapiere.

Darüber hinaus waren DSS-Mitglieder über mehrere Jahre (1997–2001) an dem Partnerprojekt von Dietmar Schössler mit der Universität der Bundeswehr München betreffs einer soziologischen Erhebung über ehemalige Professoren der Militärakademie Dresden beteiligt. Mit dem Befragungsprojekt war die Studiengemeinschaft intensiv beschäftigt; ein letztes Werkstattgespräch fand im Mai 2001 statt.

## Weitere Kontakte zur Öffentlichkeit
- Die Studiengemeinschaft war Sponsor für den Trägerkreis „Atomwaffen abschaffen“ beim IPPNW (Internationale Ärzte für die Verhütung des Atomkrieges/Ärzte in sozialer Verantwortung e. V.).
- Kontakte zu Organisationen der politischen Bildung
  - Bundeszentrale für Politische Bildung, Ost-Kolleg, (ab 1993) Ost-West-Kolleg;
  - Konrad-Adenauer-Stiftung, Hanns-Seidel-Stiftung e. V.;
  - Friedrich-Ebert-Stiftung, Friedrich-Naumann Stiftung;
  - Rosa-Luxemburg-Stiftung; Historische Kommission beim Parteivorstand Die Linke;
  - Deutscher BundeswehrVerband e. V., Karl-Theodor-Molinari-Stiftung e. V.;
  - Zentrum für Militärgeschichte und Sozialwissenschaften der Bundeswehr.
- Kontakte zu zivilgesellschaftlichen Organisationen:
  - Berliner Informationszentrum für Transatlantische Sicherheit BITS e. V.;
  - Gesellschaft für Militärökonomie e. V.;
  - Gesellschaft zur rechtlichen und humanitären Unterstützung GRH e. V., AG Grenze;
  - Kasseler Friedenspolitischer Ratschlag/AG Friedensforschung;
  - Berliner Freunde der Völker Russlands e. V.;
  - Deutsch-Polnische Gesellschaft der Bundesrepublik Deutschland e. V.;
  - Arbeitskreis Darmstädter Signal e. V.;